# 格伦·布坎南
格伦·布坎南（英語：Glenn Buchanan，1962年11月19日—），澳大利亚男子游泳运动员。他曾代表澳大利亚参加1984年夏季奥林匹克运动会游泳比赛，获得男子100米蝶泳和男子4×100米混合泳接力铜牌。